# Laura Gonzalez
Laura Gonzalez, född 2 september 2000 i Toulouse, är en fransk konstsimmare. 

## Karriär
I augusti 2022 vid EM i Rom var Gonzalez en del av Frankrikes lag som tog brons i både det tekniska och fria lagprogrammet samt i highlight. Vid olympiska sommarspelen 2024 i Paris var hon en del av Frankrikes lag som slutade på fjärde plats i lagtävlingen.